# 周中孚
周中孚（1768年—1821年），字信之，號鄭堂。浙江烏程人（今吳興縣）。
乾隆三十三年（1768年）出生。嘉慶元年（1796年）拔貢生，後二十餘年屢應鄉試不中。道光元年（1821年）方舉副貢，從此絕意仕途。曾就學阮元，入詁經精舍，參與修輯《經籍纂詁》。嘉慶二十一年，經蘇松太兵備道龔麗正推薦，受聘於上海藏書家李筠嘉，為李勘定藏書，编定《慈云楼藏书志》。道光十一辛卯（1831年）年卒，年六十四。傳世作品有《鄭堂讀書記》71卷，補逸30卷。另著有《孝经集解》、《逸周书注》、《补正顾职方年谱》、《子书考》、《金石识小录》、《郑堂札记》等，惜多散佚，今僅存《郑堂札记》。